# Berbegal
Berbegal – gmina w Hiszpanii, w prowincji Huesca, w Aragonii, o powierzchni 49,03 km². W 2011 roku gmina liczyła 420 mieszkańców.